# Ruskington
Ruskington – wieś w Anglii, w hrabstwie Lincolnshire, w dystrykcie North Kesteven. Leży 24 km na południowy wschód od Lincoln i 172 km na północ od Londynu.
Miejscowość liczy 5169 mieszkańców.